# 澳門漫畫從業員協會
澳門漫畫從業員協會（英語：Macau Comickers Association），
，是由在澳門從事漫畫行業的人士組成的社團，於2010年12月1日正式成立。自成立起，主要通過舉辦及協辦活動方式在澳門推動漫畫行業的發展。現任會長是黃天俊。

## 宗旨
澳門漫畫從業員協會成立目的乃推動澳門動畫及漫畫等創意產業發展；舉辦文化藝術交流活動；加強澳門業界對外的聯繫和交流；出版本地漫畫家年刊。

## 主要活動
- 2010年12月，舉辦《歷代軍事人偶展》、《RINGDOLL人偶展覽》及《BJD人偶大師製作講座》
- 2011年5月，參展《第七屆中國（深圳）國際文化產業博覽交易會》
- 2011年7月，舉辦《MASTER RING原稿展》
- 2011年，協辦《第二屆中華區插畫獎》
- 2011年10月，舉辦京澳漫畫業界交流團，出席在北京舉辦的《第12屆國際漫畫家大會》。
- 2012年5月，成為《第一屆香港漫畫研習營》協辦單位，會長黃天俊獲邀出席開幕嘉賓及講師。
- 2012年9月，由會長黃天俊主編的《漫畫澳門系列叢書1──世界遺產之澳門歷史城區》出版；
- 2012年10月20日舉辦《第二屆中華區插畫獎開幕儀式暨首屆亞太區動漫及插畫論壇》；
- 2012年11月，澳門漫畫業界組團前往出席在日本舉辦的《第13屆世界漫畫家大會》。
- 2013年10月，主辦《第二屆亞太區動漫及插畫論壇》；
- 2013年11月，出席在香港舉辦的《第14屆世界漫畫家大會》；
- 2013年12月，出版《漫畫澳門系列叢書2──世界遺產之澳門歷史城區》及《漫遊心理學──漫讀心經》。
- 2014年，繼續舉辦《第三屆亞太區動漫及插畫論壇》；出席在台灣高雄舉辦的《第15屆世界漫畫家大會》；出版《漫畫澳門系列叢書3──澳門教堂》。